# حمله هوایی ۲۰۱۸ حجه
حمله هوایی ۲۰۱۸ حجه اشاره به حمله‌ای هوایی دارد که در ۲۳ آوریل ۲۰۱۸ توسط جنگنده‌های عربستان سعودی به یک جشن عروسی در روستای الراقه واقع در منطقه بنی قیس استان حجه در غرب یمن صورت گرفت. گزارش‌های مقامات بهداشت محلی شمار تلفات این حمله را بین ۲۰ تا ۵۰ نفر اعلام کرده‌است. همچنین تلویزیون المسیره متعلق به حوثی‌ها تعداد کشتگان را ۳۳ تن و آمار زخمی‌های این حمله را ۵۵ نفر اعلام کرده‌است، که ۳۰ تن از زخمی شدگان کودک هستند.

## حمله
در شامگاه روز یکشنبه ۲۲ آوریل ۲۰۱۸ جنگنده‌های ائتلاف عربی به رهبری عربستان اقدام به حمله هوایی به یک مراسم جشن عروسی در روستای الراقه واقع در منطقه بنی قیس استان حجه در غرب یمن نمودند.بر اساس گزارش‌های اولیه مقامات بهداشت محلی، شمار تلفات این حمله بین ۲۰ تا ۵۰ نفر اعلام شده‌است. همچنین تلویزیون المسیره متعلق به حوثی‌ها اعلام کرد در این حمله ۳۳ تن کشته و ۵۵ نفر نیز زخمی شده‌اند.
یکی از مقامات ارشد بهداشت و درمان استان حجه، در گفتگو با خبرگزاری آسوشیتد پرس گفته‌است که بیشتر افراد فوت شده زن و کودک هستند. همچنین عروس در میان کشتگان است.

## واکنش‌ها

### سازمان‌های بین‌المللی
- سازمان ملل متحد: آنتونیو گوترش دبیرکل سازمان ملل حمله به مراسم عروسی در یمن را محکوم کرد. همچنین استفان دوجاریک سخنگوی سازمان ملل در بیانیه‌ای اعلام کرد: «دبیرکل به تمام طرف‌ها تعهداتشان تحت قوانین انسانی بین‌المللی را یادآور می‌شود که بر اساس آن غیرنظامیان و زیرساخت‌های غیرنظامی در جریان درگیری‌های مسلحانه باید حفظ شوند. وی همچنین خواستار تحقیقی شفاف، مؤثر و سریع در این باره شد.[۱۲]»

### کشورها
- ایران: بهرام قاسمی سخنگوی وزارت امور خارجه این حمله را شدیداً محکوم کرد. وی ضمن ابراز همدردی با بازماندگان قربانیان این اقدام «حمایت تسلیحاتی بعضی از کشورهای غربی از عربستان سعودی را غیرمسئولانه خواند و حملات به مناطق مسکونی و اهداف غیرنظامی و جلوگیری از دسترسی سازمان‌ها و نهادهای مسئول بین‌المللی در امر امدادرسانی را نقض اصول و قواعد حقوق بشردوستانه برشمرد.[۱۳]»
- فرانسه: وزارت خارجه فرانسه با ابراز تاسف شدید از وقوع این حمله، «از همه طرف‌ها دعوت کرد تا به قوانین بین‌المللی که اقدامات نظامی علیه غیرنظامیان و زیرساخت‌های غیرنظامی را ممنوع کرده‌است، پایبند باشند.[۱۴]»
- بریتانیا: هریت بالدوین از مقامات وزارت خارجه انگلیس ضمن اعلام همراهی با خانواده‌های کشتگان حادثه، گفت: «عربستان به بریتانیا گفته قرار است تحقیقاتی دربارهٔ این حادثه انجام دهد.» همچنین او گفت که دولت انگلیس همچنان موضعش، ادامه فروش سلاح به عربستان است.[۱۵] همچنین یک هفته پیش جرمی کوربین رهبر حزب کارگر انگلیس در انتقاد از اقدام بدون مجوز دولت ترزا می‌در بمباران سوریه و رفتار متفاوت این کشور در قبال یمن گفت: «همانگونه که نخست‌وزیر تصریح کرد، می‌توان عربستان سعودی را نیز برای کاربرد بمب‌های ممنوعه مورد حمله هوایی قرار داد.» او با اشاره به فروش سلاح توسط انگلیس به عربستان گفت: «آیا شخص نخست‌وزیر امروز متعهد خواهند شد تا به حمایت بمباران‌های عربستان (علیه یمن) و فروش سلاح به عربستان سعودی خاتمه دهد.[۱۶]»